# کارمن آریستگی
کارمن آریستگی (انگلیسی: Carmen Aristegui؛ زادهٔ ۱۸ ژانویهٔ ۱۹۶۴) روزنامه‌نگار اهل مکزیک است. وی از سال ۱۹۸۷ میلادی تاکنون مشغول فعالیت بوده‌است. وی دانش‌آموخته دانشگاه مستقل ملی مکزیک است. در آنجا وی نخست به مطالعات جامعه‌شناسی پرداخت اما در ادامه به علوم ارتباطات تغییر زمینه داد.
آریستگی همچنین برندهٔ جوایزی همچون ۱۰۰ زن بی‌بی‌سی و جایزه انداس شده‌است.